# Christine Harnos
Christine Harnos (* 16. November 1968 in Toronto) ist eine kanadische Schauspielerin und Model.

## Leben
Harnos wurde 1968 in der kanadischen Provinz Ontario geboren. Im Jahr 1986 wurde sie von der Modelagentur Elite Model Management unter Vertrag genommen und arbeitete in diesem Rahmen unter anderem in New York City und Japan.
Ab 1988 übernahm sie Rollen bei verschiedenen Film- und Serienproduktionen. So spielte sie 1993 in Richard Linklaters Jugendkomödie Confusion an der Seite von Matthew McConaughey, Milla Jovovich und Ben Affleck. 1994 übernahm sie in der Serie Emergency Room die Rolle der Jennifer Greene, der Ehefrau einer der Hauptfiguren, Mark Greene, der von Anthony Edwards verkörpert wird. Nach ihren Auftritten in dieser Serie trat sie kaum noch schauspielerisch in Erscheinung.
Ab 2003 studierte Harnos am Mills College und erhielt einen Abschluss in child development. Im Jahr 2006 gründete Harnos mit Kollegen die Non-Profit-Organisation Circus Remedy, deren Geschäftsführerin sie ist. Die Organisation besucht Kinder in Krankenhäusern oder Waisenhäusern und hat das Ziel, ihnen durch Unterhaltung ein Lachen zu schenken. Von 2008 bis 2009 war sie ebenfalls Geschäftsführerin einer Einrichtung, die Missbrauchsopfer unterstützt.

## Filmografie (Auswahl)
- 1993: Confusion – Sommer der Ausgeflippten (Dazed and Confused)
- 1993: Judgment Night – Zum Töten verurteilt (Judgment Night)
- 1994–2002: Emergency Room – Die Notaufnahme (ER, Fernsehserie, 28 Episoden)
- 1996: Hellraiser IV – Bloodline
- 1997: Hollywood Undercover (Hollywood Confidential, Fernsehfilm)
- 1998: Star Trek: Raumschiff Voyager (Star Trek: Voyager, Fernsehserie, 1 Episode)